# いけない!ルナ先生
『いけない!ルナ先生』（いけない!ルナせんせい）は、上村純子による日本の漫画作品。講談社の漫画雑誌『月刊少年マガジン』にて、1986年11月号から1988年7月号にかけて連載された。単行本全5巻、文庫本全4巻。
前身的作品である『あぶない!ルナ先生』、リメイク作品である『いけない!ルナ先生R』についても併せて本稿で扱う。

## 概要
『月刊少年マガジン』に連載された一話完結のお色気漫画。上村のデビュー作である『あぶない!ルナ先生』を下敷きにしており、主要キャラクターも『あぶない!-』とほぼ同じであるが若干キャラクターデザインと設定が変更され、またストーリー上の繋がりはない。
「年上の女性が少年にエッチな個人授業をする」という、当時の少年誌としては過激なお色気描写がウリで、男性読者を中心に人気が出た。なお、よく誤解されているが裸や乳房などの性描写はあっても、性行為そのものや、またそれに近い描写や表現は一切描かれていない。女性器の外陰部を模した記号の存在を登場人物が認識している描写はあるものの、前戯や性行為という概念が作中に存在していないかのように進行する。また、会話や悲鳴と同様に喘ぎ声も出ていると読者には見えるが、作中では登場人物に聞こえもしなければ発している自覚もなく進行する。
出版された単行本は各巻40万部以上とヒットしながら、1990年からの有害コミック問題の対象となり、和歌山県で有害図書指定を受けるなどして、単行本は出荷停止・絶版となり、全国の書店からルナ先生の単行本は姿を消した。上村によると、講談社の在庫分も断裁処分になったが、既に増刷していて出荷できなくなった10万部の印税は支払ってくれたという。最終回のようなストーリーがないため「有害コミック問題に伴う打ち切り」と誤解されるが、上述のとおりそれ以前の1988年に連載が終了していたため無関係である。
1994年及び2000年に成年指定の復刻版として松文館から発売され、後に文庫本でも発売。その後長らく絶版となっていたが、現在は講談社を出版元として電子配信などで発売されている（かつてはコミックパークのオンデマンド出版でも発売されていた（2022年9月サービス終了））。
アンソロジー『マイケル教えて!被災猫応援の教科書』（講談社、2011年、ISBN 978-4-06-376154-2）に、上村による新作『いけない!ルナ先生 わたしが猫よ』が収録された。猫を飼うことになったルナ先生とわたるの個人授業が描かれている。
『月刊少年マガジン』2015年8月号では、創刊40周年企画として本作と同時期に連載され人気を博した中西やすひろのエロコメディ『Oh!透明人間』とのコラボ作『Oh!透明人間×いけない!ルナ先生』が掲載された（上村は既に漫画家業を引退しているため表紙でルナ先生を描いただけで、それ以外は中西が担当した）。また、同じ号の創刊40周年企画コラム漫画『月マガ大(?)辞典』（宮崎かずしげ）には上村が登場し、連載当時の裏話を語っている。

## あらすじ
母を亡くして父親と2人暮らしの少年・神谷わたる。突然、父が海外の出張でしばらく家を空けることになり、下宿人として女子大生の葉月ルナと同居することに。当のわたるは勉強も運動もダメな怠け者、興味があると言ったらエッチなことぐらい。わたるの将来を悲観するルナはわたるに体を張ってマンツーマンの個人教授をやることになった。ルナ先生の個人教育を受けたわたるは必ずといっていいほど成果を出すことができたのである。

## 登場人物
神谷 わたる（かみや わたる）
主人公。勉強嫌いで最長一カ月も風呂に入らなくても気にしないなど生活態度までだらしない中学二年生。また運動神経は悪くないのだが不器用でサッカー以外のスポーツは苦手なダメ人間。性格は怠け者で努力は大嫌いだが、個人授業を受けた後は必ず結果を出しており、決して才能がないわけではない、いわゆる「やれば出来る子」。
ルナとの個人授業の時には感激すると「うれぴ～」「こんなこと出来ちゃうなんて幸せ～!」「でぇ～っ!」などと叫ぶ。また、ほとんどルナの言い付けを守らずによく暴走する（胸を覗く、言いつけを破って目隠しを外す、事故を装ってパンツの紐をほどく、全裸に剥かれ恥ずかし格好で動けないルナの股間に頬擦りするなど）。その結果、ルナの恥ずかしい格好を見てしまうが、その度に鼻血を吹いて気絶してしまう事が多い。しかし何度もルナ先生の全裸を見た事で徐々に裸体への耐性が出来たのか、終盤ではルナ先生の下着姿程度では興奮も感動もしなくなり、冷静に裸体を観察するようになる。
誕生日にプレゼントをするなどルナ先生のことが好きらしいが、当のルナがそれに気付いているかについては明確な描写がない。だが復刻版5巻のあとがき漫画で、ルナ本人もわたるが好きだということが判明している。
『あぶない!ルナ先生』での神谷わたる
中学一年生。母親とは違った大人の身体をしたルナ先生の裸に興味津々な年頃で、下宿しているルナ先生の入浴を定期的に覗く、乳房を露出させ胸を揉む、事故を装ってパンツを一気に脱がしてアソコを拝む等、性欲が暴走してしまい授業が中断することが多い。最終話では苦手だった水泳を克服した事で、上下をタオルで巻いただけのルナ先生のタオルを掴み全裸に剥くと、股間を隠している邪魔なタオルを剥ぎ取り、念願だったルナのアソコを拝む事に成功している。
『R』での相違点
高校生という設定であり、時世的にネットでエロ動画(エロアニメがメイン)やエロ漫画を観る他、ゲーム好きでゲーミングPCを所有するなどネット関係に詳しく、エロに関しての情熱が人一倍ある一方で、一定の節度を持って接するなど紳士的な一面も合わせ持つ。その他、気を抜くと凄まじいレベルの悪筆になったり、犬が物凄く苦手だったりで、ルナ先生との克服の個人授業を受けるほど（第7話 - 第9話「ワンちゃん(1)-(3)」）。
葉月 ルナ（はづき ルナ）
本作のヒロイン。
金髪ロングヘアと垂れ目が特徴で、音羽女子大の教育学部に通うスタイルが抜群の女子大生。わたるの父親の留守中、下宿人として保護者として母親代わりとして、不真面目で勉強も運動も嫌いなわたるの面倒を見ることになる。
近所の学習塾『講談塾』で講師のバイトもしており、将来の夢は立派な教師になることらしい（同作者の『1＋2＝パラダイス』には講談学園の女教師としてゲスト出演している）。本編では視力が悪いといった描写は出てこないが、プライベートや仕事中などはメガネをかけている。逆に個人授業では開始直前にメガネを毎回外すため、メガネをつけたまま個人授業することは一度もない。
母性本能溢れる性格で本人はわたるの母親代わりを自認しており、わたるが何か行き詰まると「自分が何とかしなければ…」と毎回決意するも、普通に教えようとしても興味を持たないわたるにやる気を起こさせるためカラダを張ったHな個人授業を行う。作品全体を通して初期の頃は恥じらいが強く、裸を見られると恥ずかしさのあまり大泣きして個人授業が中断する事があったが、終盤では裸を見られる、体を触られることへの抵抗が薄れているように見受けられる。
毎回オチでは転倒などの末に全裸に近い格好を披露するが、股間だけはわたるに見られないように隠そうと努力する、あるいは個人授業に使った道具によって偶然にもギリギリ隠されるケースが大半である（一部、読者には見えないがわたるには完全に見えているであろう描写もある）。
ドジな所があり、着用したままでも乳首を露出することができる奇抜な下着を購入するなどもある。また、わたるへの説明が不足していることによって、予想外に性感帯を触られるケースも見られる。
超が付くレベルの極度の心配性であり、その思考回路は常人の理解を遥かに超えている。例えばわたるがテストで0点を取ると、
「テスト0点　→　落第　→　退学 →　人生の落伍者　→　孤独な人生　→　自殺」
と言った具合に、起点となる言葉や出来事から3～4つの展開を羅列し、ラストは「死」、「自殺」、「野垂れ死ぬ」（Rでは「孤独死」も追加）などの死に直結する言葉に繋げて完結させるという、かなり強引な想像を繰り広げた揚句に大泣きし（これにはわたるでさえ毎回困惑するほど）、「このままじゃわたるが死んじゃう～」と、わたるの命を救うために個人授業を行ってしまうのがパターンとなっている（わたるの「のけもの」や「死んでも」などネガティブな言葉にも超が付くレベルで過剰反応し、同じ展開となる）。
大学生という設定ではあるものの、普段はわたるの家の家事や塾で講師などをしていて、大学に通っている姿はほとんど見られない。また大学のプロレス同好会と付き合いがある。他にも親がキャバレーを経営している友人もいる。
あくまでも個人授業の一環という前提ではあるものの何度も一緒にお風呂に入り、裸を見られ、性感帯を触られ、キスをすることも何回かあるが、わたるとの間に恋愛感情や性行為の有無は一切描かれない。ただし復刻版第５巻のあとがき漫画ではわたるの告白を受け、自分もわたるを好きだと告げ、両思いであるという描写のみがある。
『あぶない!ルナ先生』での葉月ルナ
22歳の数学教師でわたるのクラス担任。わたるの家に下宿している。担任としてクラスの中で特に勉強の出来ないわたるの将来の事を心配し、身体を使った秘密の個人授業を行う。個人授業ではルナの大人の身体に興味々なわたるが裸を見ようと毎回暴走する為、手を焼いている。最終話では溺れた際に結び目が解けたタオルに気を取られた一瞬の隙に股間を隠してたタオルを剥ぎ取られるも、股間を手で隠して見られることは避けられた。
他人からの好意には鈍感なため、同僚の鬼山先生から好意を持たれていた事に最後まで気付いていなかった。
『R』での相違点
瞳の色が青色な上に左眼尻に泣きぼくろがある他、「コルタ」という子犬を飼っており、神谷家に住み込む際に実家に預けており、時折写メで近況を確認している。講談学習塾で講師のバイトをしている。その他、通う大学が赤川大学となっているなどの相違点がある。わたるの犬嫌い克服で自己催眠をしてしまい、ベッドの上におしっこをしようとしてしまい、逆にわたるが心配してトイレに連れて行って、我に帰った時に自己催眠したときの記憶がないというエピソードもある（第9話「ワンちゃん(3)」）。
わたるとの関係については、「ちょっと手間はかかるけど放っておけない感じかな？」と大学の友人に打ち明けていた（第20話「数学(1)」）が、次第にそれだけに留まらない感情を意識するようになる（第35話「キャンプ(4)」）。
わたるの父
早くに妻を亡くし男手一つでわたるを育ててきた。現在は外国に転勤しており、たまに帰国している。白髪頭で壮年の風貌をして喘息の持病がある。
『あぶない!ルナ先生』でのわたるの父
自宅に住んでいる。うっかりルナの裸体を見てしまい、肥満化した妻との差に興奮することも。
『R』での相違点
眼鏡をかけている。一見強面で厳格な父親風だが巨乳好きで、ルナの胸をガン見していた。ルナを雇用したのも、どちらかと言えばわたるを1人にすると不登校になるか警察沙汰になると危惧していたため。
オニ山（おにやま）
わたるのクラス担任。プロレス経験者でやる気の無かったわたるを投げ飛ばすが、数日後ルナの指導を受けたわたるに負ける。
『あぶない!ルナ先生』での鬼山
ルナに好意を持っており、彼女と一つ屋根の下で暮らすわたるに嫉妬して柔道でしごきまくる。しかし、ルナの指導を受けたわたるに得意の柔道で負ける。
長島（ながしま）
わたるのクラスメイトで、野球が得意な少年。自分の腕前を見せつけるためにわたるを引き立て役にするが、翌日個人授業を受けたわたるに完封される。
家庭科の先生
名前不明。授業中に眠ってサボるわたるに事あるごとに課題を押し付けるが、毎回ルナの個人レッスンで上達して課題をこなしてしまうので歯がゆい思いをしている。
わたるの母
松文館の復刻版のあとがき漫画「有害マンガ指定」に登場。天国からわたるを見守っていたが、わたるのあまりの堕落ぶりとルナ先生との個人授業に憤慨し、ルナ先生を天界へ連れて行き、後にわたると有害図書などで口論となった。
遺影の笑顔とは正反対に堅物でヒステリーな、いわゆる「超教育ママ」。子供は親の言うことを聞いて真面目に育てばいいという考えしか持っておらず、口論の末にわたるを「自分の子供じゃない」と言い出す始末である。
『あぶない!ルナ先生』でのわたるの母
存命で肝っ玉母ちゃんとして描かれている。若い頃は痩せていてスタイルが良かったらしい。
『R』での相違点
「わたるが幼い頃に亡くなった」という設定通り、遺影には上述通りに20代の姿で写っている。

### 『R』のオリジナルキャラクター
アキ
ルナ先生の大学の同窓生。ルナ先生に強い愛情を抱いている。高身長で体格が良い。酔っぱらうと脱ぎだす癖がある。
涼（すず）
ルナ先生の大学の同窓生。アキのストッパー役になることが多い。
三苫 胡桃（みとま くるみ）
ルナ先生の大学の同窓生。小柄な女性。
三苫 捺馬（みとま なつめ）
胡桃の兄。胡桃のことが大好き。
西園寺 桐衣（さいおんじ きりえ）
わたると同じ学習塾に通っている少女。負けず嫌いで、わたるに対してテストの点で張り合おうとする。家はお金持ちで、プライベートビーチを所有している。ルナ先生からのセンシティブな教えをわたるから教わろうとすると、赤面してうつろになってしまい、アヘ顔になるというオチになってしまう。

## 備考
- 展開上はあくまで個人授業であるため、作中に登場する問題や説明などは実際に中学生までの教科書に収録されているものがほとんどである。
- 講談社コミックス版の単行本では描き下ろしのイラストコーナーや付録などが収録されており、現在のオンデマンド版や電子書籍でも引き継がれているが、松文館版のあとがき漫画は収録されていない。
- 連載当時、同じ『月刊少年マガジン』に連載されていた『天才バカボン』のエピソードの一つにルナ先生とわたるが出ていた回がある（1988年5月号掲載「わしの顔がヤンキーなのだ」）[14]（『天才バカボン誕生40周年記念 天才バカボン THE BEST 講談社版』（講談社、2007年 ISBN 978-4-06-372363-2）に収録[15]）。
- 『いけない!ルナ先生R』コミックス第2巻巻末に、くらやみによる上村版・ぼーかん版の二人のルナ先生の共演イラストが掲載されている[16]。

## あぶない!ルナ先生
1986年に講談社の漫画雑誌『マガジンSPECIAL』にて全5話が短期集中連載された。単行本は全1巻。
上村純子の漫画家デビュー作品であり、『いけない!ルナ先生』の前身的作品である。内容はこれといった取り柄のない中学生、神谷わたるの家に下宿することになったルナ先生がわたるのために体を張って勉強やスポーツを教える、というもので基本的なプロットは『いけない!-』と共通したものとなっている。
わたるが中学1年生、ルナ先生が22歳の数学教師となっているほか、オニ山の名前の表記が「鬼山」となっていて社会と体育の兼任教師となっている、わたるの両親がともに存命しているなど、『いけない!-』とは異なる設定となっている部分もある。
講談社から出版された単行本には、巻末には作者の未発表作『ドキドキ♥イヴ』も収録されている。なお、この作品は松文館から出版された単行本では未収録となっている。

## いけない!ルナ先生R
漫画アプリ「コミックDAYS」にて、ぼーかんの作画により本作のリメイク版である『いけない!ルナ先生R（ア～ル）』が、連載終了から35年の時を経た2023年2月14日より配信開始。原則として隔週火曜日に新作を公開。
時世的にインターネットが普及しており、キャラクターデザインが一新されたほか、わたるは高校生であるなど一部に設定の変更はあるものの、ルナが大学生で教師を目指していることや異常なまでの心配性であること、わたるは母親亡きあと父親と二人暮らしである点、その父親が海外に転勤となり単身赴任することになったなど、登場人物の基本的な設定は引き継いでおり、また第1話はオリジナルの第1話と概ね同じ展開となっている。
休載の際には新旧のルナ先生（2023年5月23日、8月8日、9月12日、10月10日）、または旧作のルナ先生単独（2023年7月4日）のイラストが掲載されている。

## 書誌情報

### 講談社版
- 上村純子 『いけない!ルナ先生』 講談社〈講談社コミックス月刊マガジン〉、全5巻
  1. 1987年発行（1987年4月13日発売[18]）、ISBN 4-06-302207-2
  2. 1987年発行（1987年7月14日発売[19]）、ISBN 4-06-302215-3
  3. 1987年発行（1987年10月12日発売[20]）、ISBN 4-06-302223-4
  4. 1988年発行（1988年3月14日発売[21]）、ISBN 4-06-302235-8
  5. 1988年発行（1988年7月16日発売[22]）、ISBN 4-06-302245-5
- 上村純子 『あぶない!ルナ先生』 講談社〈講談社コミックス月刊マガジン〉、全1巻
  1. 1986年発行（1986年8月11日発売[23]）、ISBN 4-06-173172-6
- ぼーかん・上村純子『いけない!ルナ先生R』 講談社〈月刊少年マガジンコミックス〉、既刊6巻（2025年5月16日現在）
  1. 2023年7月14日発売[24]、ISBN 978-4-06-532070-9
  2. 2023年11月16日発売[25]、ISBN 978-4-06-533643-4
  3. 2024年3月15日発売[26]、ISBN 978-4-06-535037-9
  4. 2024年7月17日発売[27]、ISBN 978-4-06-535874-0
  5. 2024年11月15日発売[28]、ISBN 978-4-06-537219-7
  6. 2025年5月16日発売[29]、ISBN 978-4-06-538520-3

### 松文館版
- 上村純子 『いけない!ルナ先生』 松文館〈別冊エースファイブコミックス〉、全5巻
  1. 1994年発行、ISBN 4-7901-0046-4
  2. 1994年発行、ISBN 4-7901-0047-2
  3. 1994年発行、ISBN 4-7901-0051-0
  4. 1994年発行、ISBN 4-7901-0052-9
  5. 1994年発行、ISBN 4-7901-0053-7
- 上村純子 『いけない!ルナ先生 復刻版』 松文館〈別冊エースファイブコミックス〉、全5巻
  1. 2000年発行、ISBN 4-7901-0563-6
  2. 2000年発行、ISBN 4-7901-0564-4
  3. 2000年発行、ISBN 4-7901-0577-6
  4. 2000年発行、ISBN 4-7901-0578-4
  5. 2000年発行、ISBN 4-7901-0579-2
- 上村純子 『いけない!ルナ先生』 松文館〈SBK bunko〉、全4巻
  1. 2002年10月発行、ISBN 4-7901-0928-3
  2. 2002年11月発行、ISBN 4-7901-0948-8
  3. 2002年12月発行、ISBN 4-7901-0968-2
  4. 2003年1月発行、ISBN 4-7901-0984-4
- 上村純子 『あぶない!ルナ先生』 松文館〈別冊エースファイブコミックス〉、全1巻
  1. 1994年発行、ISBN 4-7901-0045-6
- 上村純子 『あぶない!ルナ先生 復刻版』 松文館〈別冊エースファイブコミックス〉、全1巻
  1. 2000年発行、ISBN 4-7901-0562-8

## オリジナルビデオ
2014年3月5日、エスピーオーから全6巻のDVDがリリースされた。
監督は植田中、中村千洋、宇田川大吾、吉村典久らが担当。
主演のルナ役は1巻ごとに入れ替わりの形を取る。
出演
- 葉月ルナ - 下表を参照のこと
- 神谷わたる - 深澤大河
- 優花 - 水越朝弓
- 土々松 - 親川優志
- 桐島 - 松田佳央理
- 小紋先生 - 世志男
- わたるの父 - 蛭子能収

各話リスト
出典：
| 巻 | サブタイトル                           | 葉月ルナ役 | 備考 |
| -- | -------------------------------------- | ---------- | ---- |
| 1  | 吼えろ!嵐のおっぱいバレー!?篇          | 内野未来   |      |
| 2  | ギョウザと用心棒篇                     | 大塚れん   |      |
| 3  | 愛LOVEムービー!!篇                     | 吉川あいみ |      |
| 4  | お勉強大作戦!!格差社会をぶっとばせ!!篇 | めぐり     |      |
| 5  | やさしくむいてね篇                     | 古川いおり |      |
| 6  | アイドルって最高!!篇                   | 手島緑     |      |